# Sphecodes eustictus
Sphecodes eustictus là một loài Hymenoptera trong họ Halictidae. Loài này được Cockerell mô tả khoa học năm 1906.